# Conferência Oeste da Superliga Nacional de Futebol Americano de 2016
A Conferência Oeste é uma das quatro conferências da Superliga Nacional de Futebol Americano de 2016.
O primeiro colocado de cada um dos grupos, mais os dois melhores classificados independente do grupo, estarão classificado para as semifinais da conferência. O campeão da conferência classifica-se às semifinais da Superliga Nacional de 2016. A pior equipe da conferência sendo rebaixada para a Liga Nacional de 2017.

## Classificação
Classificados para os playoffs estão marcados em verde e em rosa o rebaixado à Liga Nacional de 2017.
O símbolo # indicada a classificação dentro da conferência.
Grupo 1
| Pos | Times                   | V | E | D | PCT   | PF  | PS  | SP  |
| --- | ----------------------- | - | - | - | ----- | --- | --- | --- |
| 1   | Cuiabá Arsenal #1       | 6 | 0 | 0 | 1.000 | 199 | 75  | 124 |
| 2   | Tubarões do Cerrado #3  | 4 | 0 | 2 | .667  | 106 | 98  | 8   |
| 3   | Goiânia Rednecks #4     | 3 | 0 | 3 | .500  | 129 | 142 | -13 |
| 4   | Campo Grande Predadores | 2 | 0 | 4 | .333  | 91  | 160 | -69 |

Grupo 2
| Pos | Times                    | V | E | D | PCT  | PF  | PS  | SP   |
| --- | ------------------------ | - | - | - | ---- | --- | --- | ---- |
| 1   | Lusa Lions #2            | 5 | 0 | 1 | .833 | 176 | 83  | 93   |
| 2   | Corinthians Steamrollers | 3 | 0 | 3 | .500 | 150 | 113 | 37   |
| 3   | São Paulo Storm          | 1 | 0 | 5 | .167 | 147 | 158 | -11  |
| 4   | Sorocaba Vipers          | 0 | 0 | 6 | .000 | 55  | 224 | -169 |

### Resultados
Primeira Rodada
| 9 de julho 17:30 UTC -4 | Relatório | Cuiabá Arsenal | 26–07 | Corinthians Steamrollers |  | Arena Pantanal, Cuiabá-MT Público: 11 798 | Globoesporte.com / TVCA |

| 23 de julho 14:00 UTC -3 |  | São Paulo Storm | 23–26 | Lusa Lions |  | Estádio Quintino de Lima, São Roque-SP |  |

| 23 de julho 14:00 UTC -3 |  | Sorocaba Vipers | 09–28 | Tubarões do Cerrado |  | CE Jardim Simus, Sorocaba-SP |  |

| 23 de julho 14:00 UTC -4 |  | Campo Grande Predadores | 06–32 | Goiânia Rednecks |  | Estádio das Moreninhas, Campo Grande-MS |  |

Segunda Rodada
| 7 de agosto 15:00 UTC -4 | Relatório | Campo Grande Predadores | 14–30 | Cuiabá Arsenal |  | Estádio das Moreninhas, Campo Grande-MS |  |

| 7 de agosto 14:00 UTC -3 | Relatório | Tubarões do Cerrado | 25–13 | Goiânia Rednecks |  | Estádio Serejão, Taguatinga-DF |  |

| 14 de agosto 10:00 UTC -3 | Relatório | Corinthians Steamrollers | 38–14 | São Paulo Storm |  | Estádio do Canindé, São Paulo-SP |  |

| 14 de agosto 14:00 UTC -3 | Relatório | Lusa Lions | 47–07 | Sorocaba Vipers |  | Estádio do Canindé, São Paulo-SP |  |

Terceira Rodada
| 20 de agosto 14:00 UTC -3 |  | São Paulo Storm | 12–13 | Tubarões do Cerrado |  | FACENS, Sorocaba-SP |  |

| 20 de agosto 15:00 UTC -3 |  | Sorocaba Vipers | 13–29 | Campo Grande Predadores |  | Estádio Antônio Fachina, Cajamar-SP |  |

| 20 de agosto 18:00 UTC -4 | Relatório | Cuiabá Arsenal | 31–14 | Lusa Lions |  | Arena Pantanal, Cuiabá-MT |  |

| 20 de agosto 18:00 UTC -3 |  | Goiânia Rednecks | 33–27 | Corinthians Steamrollers |  | SESI Ferreira Pacheco, Goiânia-GO |  |

Quarta Rodada
| 3 de setembro 10:00 UTC -3 | Relatório | São Paulo Storm | 14–39 | Cuiabá Arsenal |  | Estádio do Canindé, São Paulo-SP |  |

| 3 de setembro 14:00 UTC -3 | Relatório | Tubarões do Cerrado | 24–00 | Campo Grande Predadores |  | Estádio Serejão, Taguatinga-DF |  |

| 3 de setembro 15:00 UTC -3 | Relatório | Lusa Lions | 20–13 | Corinthians Steamrollers |  | Estádio do Canindé, São Paulo-SP |  |

| 3 de setembro 18:00 UTC -3 |  | Goiânia Rednecks | 32–06 | Sorocaba Vipers |  | SESI Ferreira Pacheco, Goiânia-GO |  |

Quinta Rodada
| 18 de setembro 9:00 UTC -3 | Relatório | Corinthians Steamrollers | 31–07 | Campo Grande Predadores |  | Estádio do Canindé, São Paulo-SP |  |

| 18 de setembro 14:00 UTC -3 | Relatório | Lusa Lions | 35–06 | Goiânia Rednecks |  | Estádio do Canindé, São Paulo-SP |  |

| 24 de setembro 15:00 UTC -4 | Relatório | Cuiabá Arsenal | 30–13 | Tubarões do Cerrado |  | Estádio Rogério de Almeida, Nossa Senhora do Livramento-MT |  |

| 25 de setembro 14:00 UTC -3 | Relatório | Sorocaba Vipers | 07–54 | São Paulo Storm |  | FACENS, Sorocaba-SP |  |

Sexta Rodada
| 8 de outubro 14:00 UTC -4 |  | Campo Grande Predadores | 35–30 | São Paulo Storm |  | Estádio das Moreninhas, Campo Grande-MS |  |

| 8 de outubro 14:00 UTC -3 |  | Tubarões do Cerrado | 03–34 | Lusa Lions |  | Estádio Serejão, Taguatinga-DF |  |

| 8 de outubro 18:00 UTC -3 | Relatório | Goiânia Rednecks | 13–43 | Cuiabá Arsenal |  | SESI Ferreira Pacheco, Goiânia-GO |  |

| 23 de outubro 10:00 UTC -2 |  | Corinthians Steamrollers | 34–13 | Sorocaba Vipers |  | Estádio do Canindé, São Paulo-SP |  |

## Ligação Externa
- Classificação no Futebol Americano Brasil